# Forbidden Floor
Forbidden Floor (네번째 층,Ne beonjje cheung) es una película de 2006 de terror de Corea del sur y la segunda entrega de la serie 4 Horror Tales.

## Trama
Min-young se muda, junto a su hija Joo-hee, a un nuevo apartamento en un quinto piso. Ella se preocupa cuando su vecino de abajo, Han Chang-soo, le dice que no puede tolerar el ruido de su vivienda, aun cuando las dos mujeres viven tranquilamente. Además, está inquieta por los extraños comportamientos de otros residentes. Min-young se endurece mentalmente después de la mudanza, en gran parte debido a la rara conducta y continua confrontación de su hija con una mujer extraña. Convencida de que Joo-hee ha caído enferma y asustada por los misterios que rodean al apartamento, Min-young busca la verdad por sí misma.

## Reparto
- Kim Seo-hyeong
- Kim Yoo-jeong
- Jo Yeong-jin
- Kim Yeong-seon
- Kim Ja-yeong